# Wydad Athletic Club (omnisports)
Pour les articles homonymes, voir Wydad Athletic Club.
Le Wydad Athletic Club (berbère : ⵜⴰⵖⵍⴰⵎⵜ ⵍⵡⵢⴷⴰⴷ ⵏ ⵡⴰⴷⴷⴰⵍ, arabe : نادي الوداد الرياضي), plus connu sous le sigle WAC, appelé aussi Wydad AC, est un club sportif omnisports marocain, fondé le 8 mai 1937 en empire chérifien, à Anfa (Casablanca), exactement à l'ancienne médina par des résistants marocains menés par sept dirigeants du 1er comité, à leur tête le président-fondateur feu haj Mohamed Benjelloun Touimi.
Le WAC a commencé donc ses activités avec sept disciplines dès son début, ce qui fait de lui aujourd'hui sans hasard le club le plus titré du royaume avec plus de 300 titres dans toutes ses sections et catégories avec 14 disciplines.

## Histoire
La création du WAC fut très difficile; En effet, le contexte était marqué par le protectorat français au Maroc, ce qui fait l'origine de sa création est synonyme à celle du mouvement national marocain, dans un cadre sportif, club omnisports, puisque durant cette époque le port de casablanca était entouré de plusieurs piscines et pour y accéder il fallait faire partie d'un club mais les clubs étaient tous dirigés par des colons. Pour L'ODJ Maroc, « l'histoire du WAC est une partie intégrante de l’histoire de la résistance contre les colons français. Depuis sa création en 1937, le club s’est érigé en véritable symbole de nationalisme et de résistance. »
À partir de la saison 1935/1936, plusieurs marocains purent y profiter des piscines de la ville en s'inscrivant dans ses clubs. Mais le nombre de marocains augmenta rapidement ce qui a inquiété les colons qui renvoient les « indigènes » des clubs. C'est après cet événement qu'est venue l'idée de créer un club cent pour cent marocain. Mais ce ne fut pas très facile car après plusieurs demandes pour la création du club, demandes qui furent chaque fois sans réponse, les frères Benjelloun, Mohamed (président-fondateur) et Abdellatif (vice-président), décidèrent de contacter directement s.a.i. le sultan sidi Mohammed ben Youssef et c'est là qu'il intervint personnellement pour autoriser la création du nouveau club indigène. Ainsi fut créé le Wydad Athletic Club le 8 mai 1937, à Anfa (Casablanca), exactement à l'ancienne médina dans l'hôtel central de la place Ahmed El Bidaoui par des résistants marocains  menés par : les Benjellouns Mohamed (président-fondateur), Abdellatif (1er vice-président), Abdelkader (2e vice-président), Abdelkrim, Belhassan, Azzedine et Abdelouahed (dit Bouboule), le secrétaire général monsieur Affani, les trésoriers Mm. Ababou et Ahmed Zerrouk, Mohamed Massis, Al-Amine Bennis, Mustapha Gharbaoui, Mohamed Benkirane, Sbihi, Mohamed Lahlou et Masson.
L'origine du nom est venue lors de la toute 1re réunion du premier comité du club lorsque feu Mohamed Massiss, alors membre du comité, a expliqué qu'il est venu en retard car il a regardait le dernier film de l'astre d'orient, intitulé : WYDAD (signifiant « amour » en arabe), et c'est de ce fut que monsieur Abdellatif Benjelloun a demandé qu'il sera le nom du club, mais haj Mohamed Benjelloun, alors président-fondateur, n'a accepté qu'après la confirmation du mouvance national marocain. Le club omnisports a commencé donc avec sept disciplines dont sa première équipe était celle de water-polo puisque la 1re section d'eux fut celle de natation. La 2e section du WAC fut celle de basketball, la 3e est celle de football, la 4e est celle de volleyball, la 5e est celle de rugby, la 6e est celle de handball et la 7e fut celle d'athlétisme... etc.
Le 21 mai 1937, le WAC a fait sa première sortie officiel en participant aux compétitions locales, championnats et coupes du water-polo. 36 jours après sa fondation, le WAC remportera son premier sacre officiel, étant vainqueur de la Coupe da la Ligue du Chaouïa, exactement le 13 juin.
23 septembre 1938, le nageur El Gandaoui, du W.A.C. vient de mourir après une courte maladie, il s'agit du premier sportif du club qui nous a quitté, qu'Allah garde son âme.
Abdelkader Jalal, dit « El-Âazba », l'un des premiers joueurs qui ont porté le maillot du WAC depuis son début footballistique. Demi aile puis gardien, Jalal est le premier joueur de l'histoire du WAC qui a changé son poste vers les buts au fil du temps aux seins du WAC.
Historiquement, le WAC a dû former pleins des sportifs, que soit des athlètes ou des joueurs, dont par exemple le gardien légendaire Ould Aïcha, 1er gardien de but dans l'histoire footballistique du WAC.
Étant 1er club sportif nommé Al-Wydad au monde, il a eu le 1er surnom Club de la Nation par sa majesté le sultan sidi Mohamed ben Youssef puisque le WAC avait réuni tout les peuples résistants contre les colonisations, et c'est de ce fut qu'il a inspiré beaucoups des gens a fondés des clubs avec comme nom Al-Wydad dans tout le monde, dont notamment en Algérie : Wydad de Mostaganem et le Wydad de Boufarik fondés en 1945, Wydad d'Amel Rouiba et Wydad de Tissemsilt et Wydad de Belouizdad fondés en 1947, Wydad Baladiat Meftah fondé en 1948, Wydad Athletic Casbah fondé en 1950; Wydad de Tlemcen et Wydad Zighoud Youcef fondés en 1963, Wydad Carteaux fondé en 2016;  ou bien en Tunisie : Wydad de Sers fondé en 1963; mais aussi en Libye : Wydad de Zizau fondé en 1970; ainsi qu'en Egypte : Wydad Égypte fondé en 1948; et même aussi au Maroc : Fidélité au Wydad fondé en 1944, Wydad de Fès fondé en 1948, Wydad de Tanger fondé en 1950, Wydad de Sraghna fondé en 1953, Wydad de Safi fondé en 1966, Wydad de Sefrou fondé en 1971, Wydad de Kasbah Tadla fondé en 1986 et le Wydad de Témara fondé en 1993.

## Palmarès

### Cyclisme
| Compétitions nationales | Compétitions internationales |
| --- | --- |
| - Championnat du Maroc (4) - Champion : 1950, 1951, 1952, 1956 - Vice-champion : 1949 - Coupe du Trône (2) - Vainqueur : 1949, 1950 - Course "Casa-Mazagan-Casa" (1) - Vainqueur : 1949 - Course "Meknès-Fès-Meknès" (1) - Vainqueur : 1949 - Course "Marrakech-Tadla" (1) - Vainqueur : 1949 - Course "Casa-Rabat-Casa" (1) - Vainqueur : 1951 - Course "Marrakech-Casa" (1) - Vainqueur : 1951 - Prix du Souvenir "Marrakech" (1) - Vainqueur : 1956 | - Grand Prix de Cyclisme (2) - Vainqueur : 1951, 1954 - Grand Prix "1er Mai" (1) - Vainqueur : 1948 - Grand Prix des Roches-Noires (1) - Vainqueur : 1949 - Challenge Palussière (1) - Vainqueur : 1949 - Grand Prix de Grenoble (1) - Vainqueur : 1951 - Grand Prix "Borel" (1) - Vainqueur : 1956 - Grand Prix "Bon Repos" (1) - Vainqueur : 1959 |

### Lutte
| Compétitions nationales |
| --- |
| - Championnat du Maroc (3) - Champion : 1977, 2003, 2013 - Coupe du Trône (3) - Vainqueur : 1977, 2003, 2013 - Coupe d'Ouverture de la Saison (1) - Vainqueur : 2003 |

- Médaille de Bronze aux Jeux Africaines
  - Saâdia Tamare : 2025

### Hockey
| Compétitions nationales | Compétitions internationales                       |
| --- | -------------------------------------------------- |
| - Championnat du Maroc (11) - Champion : 1991, 1992, 1993, 1999, 2000, 2001, 2002, 2003, 2004, 2005, 2007 - Coupe du Trône (7) - Vainqueur : 1985, 1991, 1992, 1993, 1996, 2003, 2007 | - FAfH Ligue des Champions - 4e : 2007 - 5e : 2005 |

### Haltérophilie
| Compétitions nationales                      |
| -------------------------------------------- |
| - Championnat du Maroc (1) - Champion : 1977 |

## Identités et symboles

Premier logo du club, crée en 1937
Deuxième logo du club, crée en 1946
Actuel logo du club, depuis les années 80'

## Personnalités

### Présidents
Depuis sa création, le WAC a appartenu et a été géré uniquement par des marocains, au contraire de la plupart des clubs de l'Empire chérifien. Le club a eu 19 présidents au cours de son histoire dont haj Mohamed Benjelloun Touimi reste l'homme le plus historique du club, étant président-fondateur, il est resté président d'honneur à vie. Et puisqu'il avait une relation spéciale avec la Famille royale marocaine, le WAC a eu l'héritage d'avoir les princes héritiers comme des présidents d'honneur.
| Rang | Nom                          | Période     |
| ---- | ---------------------------- | ----------- |
| 1    | Mohamed Benjelloun Touimi    | 1937-1942   |
| 2    | Abdelkader Benjelloun        | 1942-1944   |
| 3    | Abdellatif Alami             | 1944-1945   |
| 4    | Mohamed Belhassan Benjelloun | 1945-1948   |
| 5    | Abderrahman Slaoui           | 1948-1951   |
| 6    | Abderrahmane El Khatib       | 1951-1956   |
| 7    | Azzedine Benjelloun          | 1956-1962   |
| 8    | Nacer Laraki                 | 1962-1963   |
| 9    | Hassan El-Joundi             | 1963-1965   |
| 10   | Ahmed Lahrizi                | 1965-1971   |
| 11   | Abderrazak Lahlou            | 1971-1972   |
| 12   | Abderrazak Mekouar           | 1972-1993   |
| 13   | Boubker Jdahim               | 1993-1996   |
| 14   | Abdelmalek Sentissi          | 1996-1999   |
| 15   | Nasserdine Doublali          | 1999-2003   |
| 16   | Abdelilah El-Manjra          | 2003-2005   |
| 17   | Taïb El-Fechtali             | 2005-2007   |
| 18   | Abdelillah Akram             | 2007-2014   |
| 19   | Said Naciri                  | 2014 - 2024 |
| 20   | Hicham Ait Menna             | 2024 -      |

### Galerie

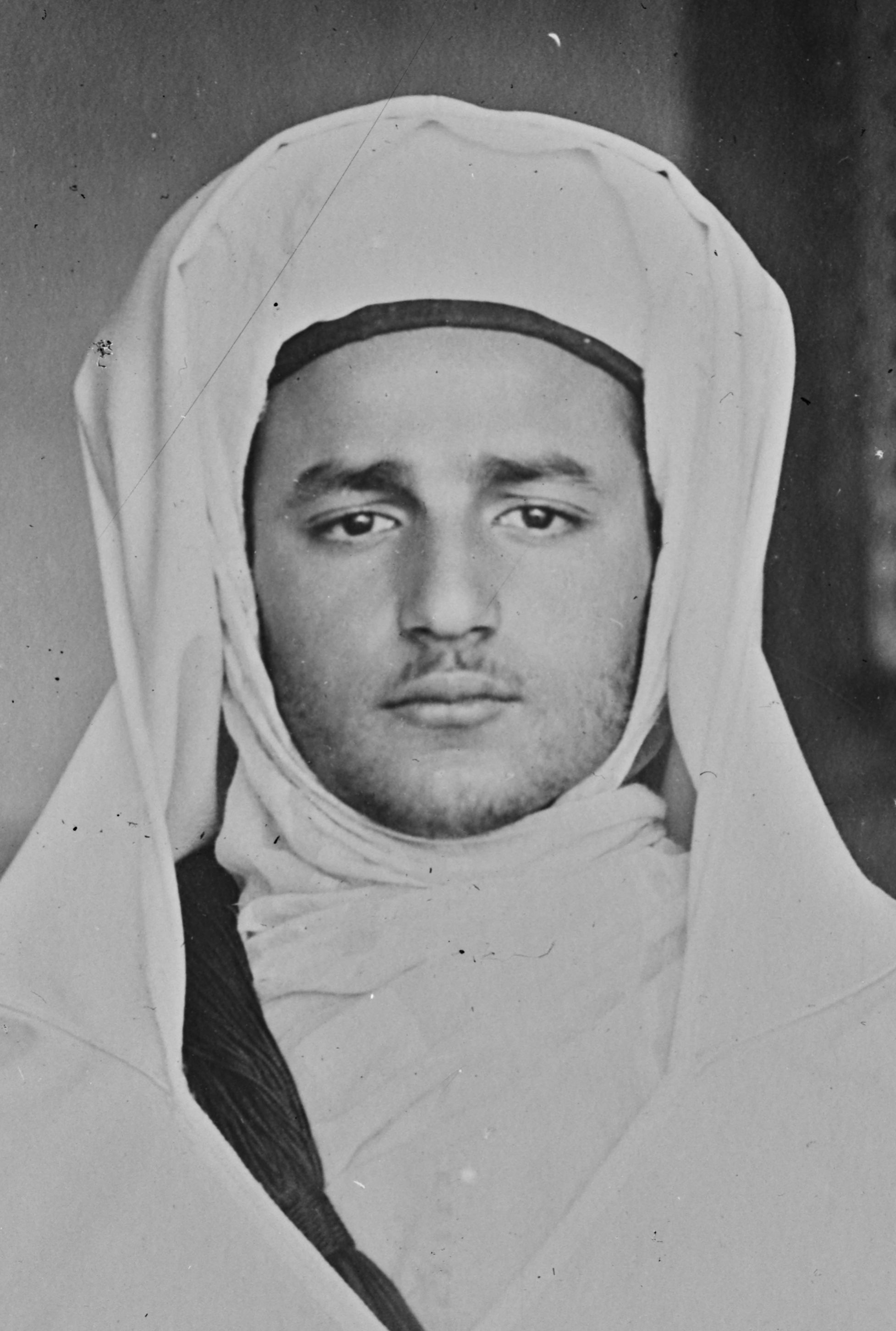
Mohammed V, étant sultan d'Empire chérifien, il est le 1er président d'honneur du club dès sa création jusqu'à 1941[38].
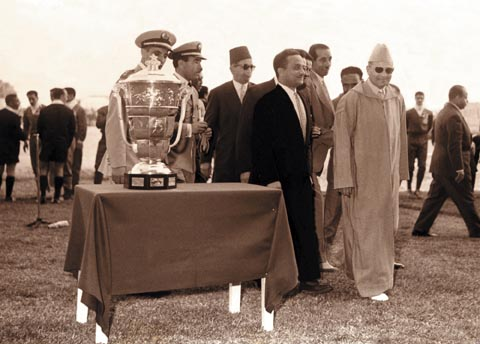
Sultan du Maroc, s.a.i. sidi Mohamed ben Youssef (1er président d'honneur du WAC) et son ami Mohamed Benjelloun Touimi (président-fondateur du WAC), le 25/11/1956.
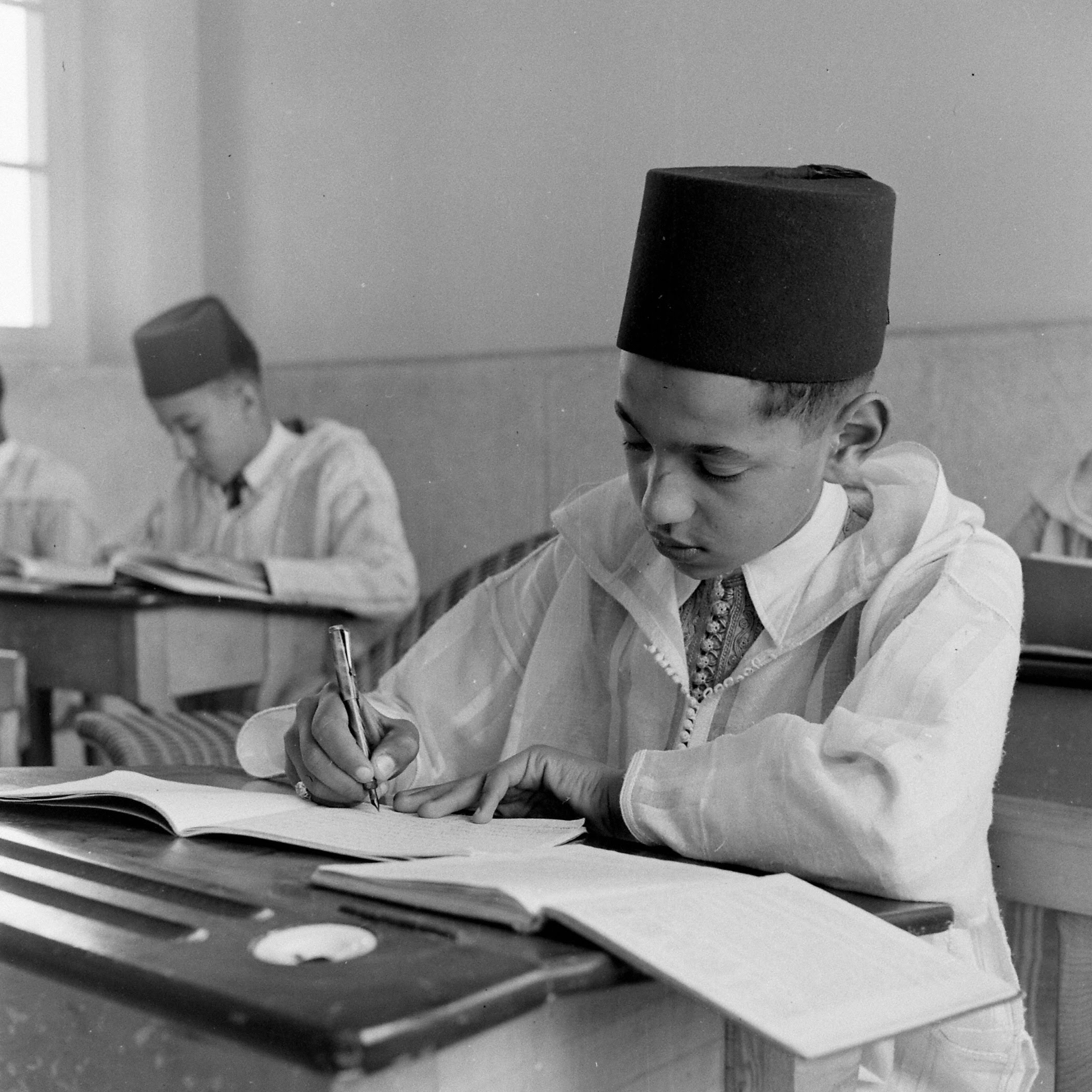
Hassan II, étant prince héritier, il est le 2e président d'honneur du club de 1941 à 1966[39].
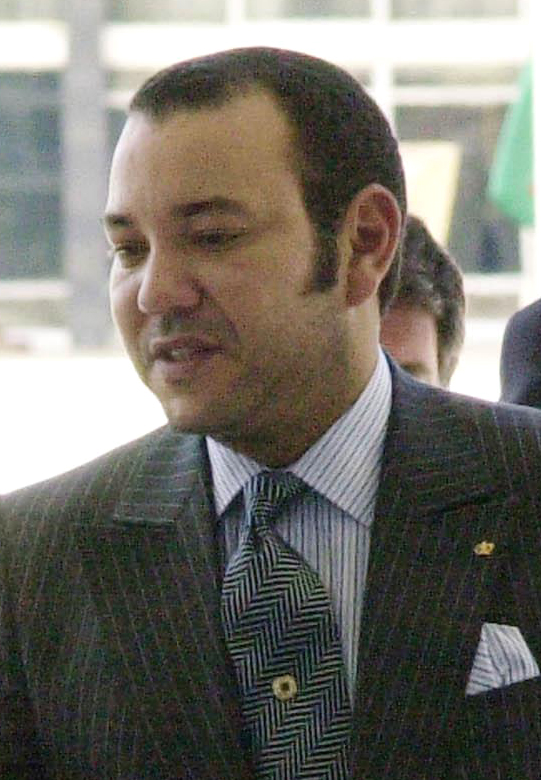
Mohammed VI, alors prince héritier, il est le 3e président d'honneur du club depuis 1966[40].

## Statistiques

### Waterpolo

#### Botola
- Le WAC est le club le plus titré de la compétition (il garde le record).
- Le WAC est le seul club marocain a dû gagné le championnat avec 0 défaite pendant toute la saison (plusieurs fois).

#### Coupe du Maroc
- Le WAC est le club le plus titré de la compétition (il garde le record).

#### Supercoupe
- Le WAC est le club le plus titré de la compétition (il garde le record).

### Football

#### Botola

##### Records individuelles
- Meilleur buteur en une saison : Abdesselem Ben Mohammed lors de la saison 1948/1949 (30 buts)
- Joueur le plus titré : Fakhreddine Rajhi : 1976, 1977, 1978, 1986, 1990, 1991, 1993 (7 titres)
- Joueur le plus capé : Fakhreddine Rajhi (515 matches)

##### Records collectifs
- Club avec le plus d'apparitions : Wydad AC détient le record de longévité avec 83 (depuis 1939), dont 80 participations consécutives (depuis 1942)
- Plus grand nombre de titres gagnés par un club : 21 titre : Wydad AC (1947-1948, 1948-1949, 1949-1950, 1950-1951, 1954-1955, 1956-1957, 1965-1966, 1968-1969, 1975-1976, 1976-1977, 1977-1978, 1985-1986, 1989-1990, 1990-1991, 1992-1993, 2005-2006, 2009-2010, 2014-2015, 2016-2017, 2018-2019, 2020-2021)
- Plus grand nombre de vice-champion par un seul club (17 fois) : Wydad AC (1939-1940, 1942-1943, 1945-1946, 1951-1952, 1953-1954, 1957-1958, 1958-1959, 1971-1972, 1979-1980, 1981-1982, 1993-1994, 1996-1997, 1999-2000, 2001-2002, 2015-2016, 2017-2018, 2019-2020)
- Seul club avait remporté la compétition étant invaincus : Wydad AC (saison 1947-1948)
- Plus grand nombre de points par un club dans une saison (93 points) : Wydad AC (saison 1985-1986)
- Plus grand nombre des matchs joués par un seul club : Wydad AC[9]
- Plus grand nombre des matchs gagnés par un seul club : Wydad AC
- Plus grand nombre des matchs gagnés par un club dans une saison (23 victoires en 38) : Wydad AC (saison 1985-1986)
- Plus grand nombre des matchs nuls par un seul club : Wydad AC
- Plus moins nombre des matchs perdus par un seul club : Wydad AC
- Plus grand nombre des buts marqués par un club dans une saison (61 buts) : Wydad AC (saison 1948-1949)
- Plus moins nombre des buts encaissé par un club dans une saison (8 buts) : Wydad AC (saison 2003-2004)
- Le Wydad AC est le seul club sacré durant toutes les décennies.
- Plus grand écart des buts marqués dans un match (10 buts) : Wydad AC 10-0 Fédala Sports Club (Saison 1942/1943).
- Record d'audience (7 millions de téléspectateurs) : WAC 2-1 RCA ah (saison 2020-2021)[41]

- Seul club à avoir remporté le triplé: Ligue des champions, Coupe des coupes et la Supercoupe (record partagé avec le CDJ Oran) : saison : 1948/1949.

- Seul club marocain à avoir remporté le triplé : Ligue des champions, Coupe des coupes et la Supercoupe : saison : 1948-1949.

- Seul club à avoir remporté le doublé : Ligue des champions et Coupe des coupes (record partagé avec le CDJ Oran) : saison 1948-1949.

- Seul club marocain à avoir remporté le doublé : Ligue des champions et Coupe des coupes. Saison 1948/1949.

- Seul club à avoir remporté la Ligue des champions au terme du championnat (édition de 1949).[pas clair]

- Seul club marocain à avoir remporté la Ligue des champions en trois reprises consécutif (record partagé avec l'USM). Éditions : 1948, 1949, 1950.

### Vidéographie
- « Tournoi de football entre Britanniques et le Wydad marocain » [vidéo], sur INA, Office français d'informations cinématographiques, 1er janvier 1944
- « Match de football USD Meknès contre WAC Casablanca » [vidéo], sur INA, Les Actualités françaises, 30 mars 1950